# ベントレーウッド
ハントの家としても知られているベントレー・ウッドは、ロシアの建築家セルゲイ・シャーマイエフによって設計され、サウス・ダウンズを望むサセックスのウィルド（Low Weald）地方に建てられたモダニストの家。建築家ジャーナルは 『1938年完成時典型なロールスロイス家としてそれを説明した』。それは最も影響力のあった近代主義的な住宅の1つと考えられているが、上級建物（イギリス指定建造物）指定されてはいない。
シャーマイエフは1935年にベントレー・ファームの不動産から52ヘクタール（130エーカー）を購入し、家族のためにカントリーハウスを建設する予定であった。このサイトは、ロンドンからイーストボーンへのA22道路の近くにあり、ルイスの北東約20km（12マイル）にあるハランド村に近接している。
シャーマイエフ自身恥ずべきことに近代主義的な建築の建設計画は当初アックフィールド田園地方評議会によってその地域とは異なるものとして拒絶されたが、調査の後1937年初頭に許可が与えられた。
メインハウスは、66×33フィート（20m×10m）の平らな屋根を備えた長方形の2階建ての建物です。それは建てられ、木材で覆われていた。北側（入り口）と南側（庭園）に面する長辺には、2フィート9インチ（0.84 m）の4つのベイがそれぞれ6つ。ペルゴラは、北側（入り口）の正面に沿って、メインブロックの東にある単一サービスの翼の西側に沿って延びている。
南側では、1階のスライドドアは、1階のベッドルームの外側に1つのバルコニーが付いた、家の側面に沿って隆起したテラスに向かって開く。庭のテラスの東端は南に伸び、ヘンリー・ムーアは石の彫刻を提供するように依頼された。彼のリカンベント1938は、テラスの端にある台座のためのものである。周囲の庭園はクリストファー・タナードによって設計された。
インテリアには、ベン・ニコルソン、ジョン・パイパー、バーバラ・ヘップワースなど現代美術家の作品が飾られていた。家は1938年に完成したが、シャーマイエフが翌年破産した後に売却された。彼は1940年に米国に移住した。
家はウィリアム・エムズリー・カール（William Emsley Carr）卿によって買収された。彼は1階を拡張追加し、上の階に2つの以前開いた中央にロジアベイを囲んだ。家は1979年と1999年に再び売却され、2002年に140万ポンドで売却を申し出た。